# لونکوپو
لونکوپو (به اسپانیایی: Loncopué) یک شهرداری در آرژانتین است که در Loncopué Department واقع شده‌است. لونکوپو ۴٬۲۶۶ نفر جمعیت دارد و ۹۳۵ متر بالاتر از سطح دریا واقع شده‌است.